# Carta 77
La Carta 77 (en txec i eslovac: Charta 77) és una iniciativa cívica sorgida el 1976 i fins al 1992, que va prendre com a nom el document Carta 77 i va esdevenir el focus de l'oposició política a Txecoslovàquia. La Carta 77 fou una petició escrita contra la violació dels drets humans per part del règim comunista txecoslovac publicada el gener de 1977.
El 1976 un grup de txecoslovacs es va reunir per tal de denunciar la violació dels drets humans a Txecoslovàquia, fet que contradia els acords de la Conferència de Helsinki signats pel ministre d'exteriors txecoslovac. Aquest grup de txecoslovacs estava format per artistes i intel·lectuals, a més de treballadors corrents, mossens, ex-comunistes, ex-membres del servei d'espionatge txecoslovac (Státní bezpečnost, ŠtB) i altres ciutadans. Entre els participants del grup destaquen el dramaturg Václav Havel, Jiří Hájek o Jiří Dienstbier (polític destacat de la Primavera de Praga), Pavel Kohout i Jaroslav Seifert.
La causa desencadenant que va instigar la redacció de la Carta 77 va ser la repressió per part del règim txecoslovac contra el grup Plastic People of the Universe, una banda de música psicodèlica pertanyent al moviment underground txecoslovac dels anys 1960 i 1970 format immediatament després de l'ocupació de Txecoslovàquia per part dels membres del Pacte de Varsòvia, des del 1968 havia organitzat diversos concerts i participat en festivals de música alternativa. La banda havia esdevingut una referència de l'escena cultural independent i tenia especialment èxit entre el jovent. Durant un concert el febrer de 1976, els membres del grup van ser arrestats i molts dels assistents a l'acte van ser intensament interrogats. Aquest fet va tenir una considerable repercussió tant a nivell nacional com internacional, i va ser motiu de protestes. El mateix Václav Havel va definir la repressió contra Plastic People of the Universe com "un atac del sistema totalitari a la vida mateixa, a la llibertat i integritat humanes".